# 八尾彰一
八尾 彰一（やお しょういち、1962年11月26日 - ）は兵庫県出身のトライアスロンチーム・チームテイケイの監督。高校時代は駅伝の名門報徳学園で陸上をしていた。2008年、チームテイケイの廃部に伴い、プロトライアスロンチーム、「チームブレイブ」を自ら立ち上げ、地域に根ざした活動を続けながら再び世界に挑戦できる、国内最強チームを創るという新しい境地を切り開いている。